# Astragalus leiophyllus
Astragalus leiophyllus är en ärtväxtart som beskrevs av Josef Franz Freyn och Joseph Friedrich Nicolaus Bornmüller. Astragalus leiophyllus ingår i släktet vedlar, och familjen ärtväxter. Inga underarter finns listade i Catalogue of Life.